# Hadena urumovi
Hadena urumovi är en fjärilsart som beskrevs av Drenowski 1931. Hadena urumovi ingår i släktet Hadena och familjen nattflyn. Inga underarter finns listade i Catalogue of Life.